# مدرسة باردو الحربية

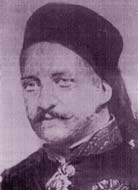
الجنرال حسينمن أهم خريجي مدرسة باردو الحربية

وقد دعيت باسم «مكتب المهندسين» وكذلك «مكتب العلوم الحربية». هي أول مدرسة عصرية أسسها ملك تونس أحمد باشا باي (1837-1855) بضاحية باردو في مارس 1840. وتذكر ضمن أهم الإصلاحات التي تميز بها عهده. وكانت تهدف إلى تخريج الضباط الفنيين والمهندسين والموظفين.
وقد أسند إدارتها إلى مستشرق إيطالي يسمى كاليغاريس. أما إطارها فقد تشكل من أساتذة إيطاليين وإنجليز وفرنسيين، قاموا بتدريس المواد العصرية من رياضيات ومدفعية وتاريخ وجغرافيا ولغات أجنبية (فرنسية وإيطالية). كما درّس بها الشاعر التونسي محمود قابادو اللغة العربية والتربية الدينية.
لقد كانت هذه المدرسة نافذة اطلعت من خلالها النخبة التونسية على الحداثة الغربية. ومن أهم خريجيها الوزير خير الدين والجنرال حسين والجنرال رستم وغيرهم ممن قادوا الحركة الإصلاحية فيما بعد.
أغلقت هذه المدرسة أبوابها سنة 1869م.